# Harrtjärnen, Jämtland
Harrtjärnen är en sjö i Krokoms kommun i Jämtland och ingår i Indalsälvens huvudavrinningsområde. Sjön har en area på 0,143 kvadratkilometer och ligger 715,9 meter över havet. Harrtjärnen ligger i Gråberget-Hotagsfjällen Natura 2000-område. Sjön avvattnas av vattendraget Ammersån.

## Delavrinningsområde
Harrtjärnen ingår i det delavrinningsområde (711907-143386) som SMHI kallar för Ovan 711861-143652. Medelhöjden är 787 meter över havet och ytan är 9,79 kvadratkilometer. Det finns inga avrinningsområden uppströms utan avrinningsområdet är högsta punkten. Ammersån som avvattnar avrinningsområdet har biflödesordning 2, vilket innebär att vattnet flödar genom totalt 2 vattendrag innan det når havet efter 311 kilometer. Avrinningsområdet består mestadels av skog (56 procent) och kalfjäll (35 procent). Avrinningsområdet har 0,15 kvadratkilometer vattenytor vilket ger det en sjöprocent på 1,5 procent.